# Alis i Elen Kesler
Alis i Elen Kesler (njem. Alice i Ellen Kessler, rođene 20. avgusta 1936. u Nerchau, Saksonija, Nemačka) popularne su blizankinje u Evropi, posebno u Nemačkoj i Italiji, koje se bave pevanjem, plesom i glumom. Obično se nazivaju blizankinje Kesler (Die Kessler-Zwillinge u Nemačkoj i Le Gemelle Kessler u Italiji).

## Karijera
Njihovi roditelji, Pol i Elsa, upisali su ih na časove baleta sa šest godina. Kada su imale 18 godina, njihovi roditelji su koristili vizu za posetioce da bi pobegli u Zapadnu Nemačku. Nastupali su na festivalu Lido u Parizu između 1955. i 1960. godine i predstavljale su Zapadnu Nemačku na takmičenju za pjesmu Eurovizije 1959. završivši na 8. mjestu sa pesmom "Heute Abend wollen wir tanzen geh'n" (Večeras želimo da idemo na ples). Na Pesmi Evrovizije su zauzele 8. mesto od 11 pesama sa 5 osvojenih bodova.
U SAD-u nisu bile toliko popularne, ali su se pojavile u filmu "Sodom and Gomorrah" 1963. kao plesačice i pojavile su se na naslovnici časopisa Life u toj godini.
U Italiju se sele 1960, a u Nemačku su se vratile 1986. godine i trenutno žive u Grunvaldu. Dobili su dve nagrade od nemačke i italijanske vlade za promovisanje nemačko-italijanske saradnje kroz svoj rad u šou biznisu.